# Журбило, Людмила Николаевна
Людмила Николаевна Журбило (урожденная Ализаревич; 20 марта 1934 , с. Оснежицы, Пинский повет, Полесское воеводство – 31 июля 2019 ) — Герой Социалистического Труда (1973), Почетный гражданин Пинского района.

## Биография
Окончила Оснежицкую семилетку. В октябре 1950 года начала трудовую деятельность оператором в сортировочном отделении райпочтамта в Пинске.
В девятнадцать лет она вышла замуж за Антона Семёновича Журбилу, поселились в его родной деревне Любель. С 1956 года счетоводом, с 1962 года — полеводов, помощником бригадира колхоза «Оснежицкий». В 1966 году за хорошую работу коллектив колхоза был награжден орденом Ленина .
В 1965 году назначена мастером полеводческой бригады «Любель» колхоза «Оснежицкий» и  возглавляла ее в течение 35 лет (1965-1999). Чтобы успешно управлять коллективом, заочно окончила зоотехническое отделение Пинского сельскохозяйственного техникума.
Делегат XXVIII съезда КПБ (1976), депутат Верховного Совета БССР 9-го (1975-1980) и 10-го созывов (1980-1985), член Президиума БССР. Верховный Совет БССР (1975-1980). Принимал участие во Всесоюзном съезде колхозников.
С мужем воспитали дочь Галину и сыновей Николая и Михаила.

## Награды
Два ордена Ленина, медали, Государственная премия БССР (1973), Почетная грамота БССР (1975). За высокие производственные показатели в полеводстве 12 декабря 1973 году было присвоено звание Героя Социалистического Труда. В 2006 году было присвоено звание Почетного гражданина Пинского района.